# Clematis 'Stolwijk Gold'
Clematis 'Stolwijk Gold' — мелкоцветковый сорт клематиса из группы Alpina Group (по устаревшей классификации), Early Small Flowered, Atragene Group (по современной классификации).
Первый сорт клематиса с золотисто-желтыми листьями, назван по фамилии селекционера его получившего. Мутация Clematis alpina. В продаже с 2006 года.

## Описание сорта
Высота 1—3 метра.
Листья золотистые, сложные, состоят из трех листочков, края зубчатые. За опоры цепляется листовыми черешками.
Цветки фиолетово-голубые колокольчикообразные, широко открытые, диаметром 5—6 см сложенные из 4—8 ланцетовидных чашелистиков. Цветёт в конце апреля и в мае. Летом повторяет цветение, но оно уже очень скромное.
С июня до осени декоративен причудливыми пушистыми плодами.

## Агротехника
Весьма морозостоек и неприхотлив. Переносит полутень, но наиболее интенсивную обретает окраску при хорошем освещении. Особенно пригоден для выращивания у ограждений, камней, старых пней, лиственных или хвойных кустарников. Может использоваться как почвопокровное растение.
Группа обрезки: 1 (не нуждается в обрезке). Зоны морозостойкости 3—9.